# مونومتنگا
مونومتنگا شهری در شهرستان کومبیسیری در استان بازگا در بورکینافاسوی مرکزی است و جمعیت آن ۱۶۷۹ نفر است.